# Roggenwolf

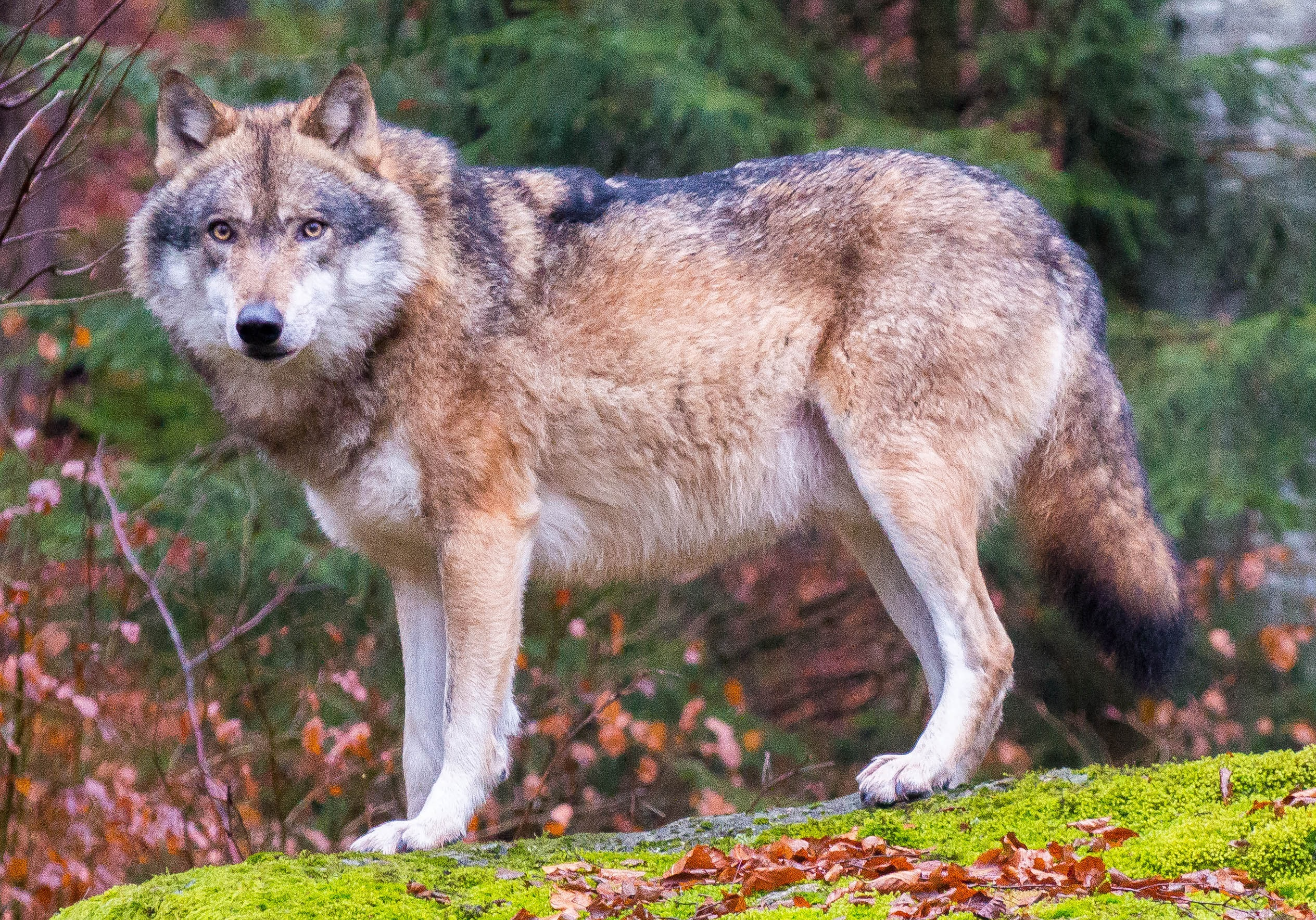
Der Roggenwolf ist ein Korndämon in Gestalt eines Wolfes.

Der Roggenwolf ist ein wolfsgestaltiger Korndämon und Kinderschreck der deutschen Sage, der sich im Feld und Acker aufhält.
Verschiedene Sprichwörter des 19. Jahrhunderts charakterisieren den Roggenwolf als unersättlich und gefräßig bis hin zur Bewegungsunfähigkeit als Folge des unmäßigen Schlingens. Auch ist er aggressiv. Der Roggenwolf heult und brüllt in seiner Gier nach Futter. Gestalt und Wesen des Roggenwolfes werden durch die Namensformen großer Wolf, wilder Wolf und böser Wolf weiter verdeutlicht.

## Roggenwolf als Wind- und Wettergeist
Der Roggenwolf ist ein Windgeist. Er trägt davon auch den Namen Windwolf. Besonders, wenn der Wind die Getreideähren in wellenförmige Bewegung bringt, hieß es, der Wolf gehe durch oder über das Korn, sei im Korn oder jage die Schafe im Korn. Manchmal geht auch die Rede von mehreren Wölfen, die sich im Korn jagen. Das Heulen des Windes soll durch den Roggenwolf hervorgerufen werden. Der Roggenwolf tritt auch als Verkörperung der rauen Luft, des Nebels und des Regens auf.

## Roggenwolf als Korndämon

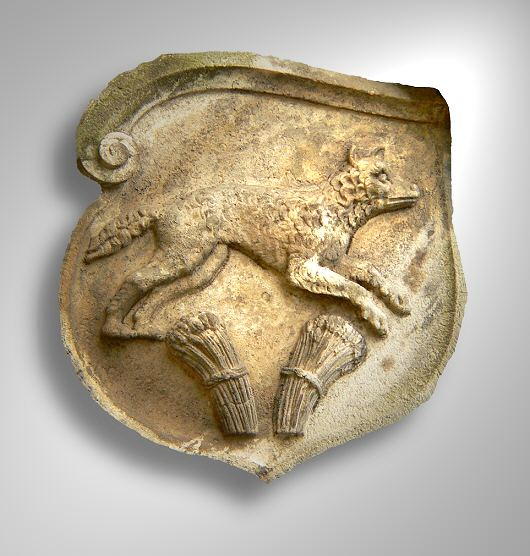
Darstellung eines Roggenwolfes auf dem Wappen der Familie von Bartensleben.

Dem Treiben des Roggenwolfes im Feld wird entweder die Eigenschaft zugesprochen, dass es die Fruchtbarkeit des Feldes fördere oder gegenteilig, dass es die Fruchtbarkeit des Feldes verringere, zumal der Roggenwolf sich vom Korn des Feldes ernährt. Er soll auch das Mutterkorn verursachen, welches nach ihm Wolf oder Wolfszahn genannt wird. In der letzten Erntegarbe soll der Roggenwolf sitzen. Nach ihm wird auch die letzte Garbe als Wolf bezeichnet. Wer bei der Ernte mit dem Roggenwolf in Kontakt kommt, wird davon krank.
Neben dem einfachen Namen Wolf (je nach Dialekt auch Wulf, Walf, Wulp) treten auch verschiedene Namen für den Roggenwolf auf, die sich nach der Feldfrucht des entsprechenden Feldes nennen, in welchem der Wolf sein Unwesen treiben soll. Neben Roggenwolf (Roggenwulf) sind dies die Namensformen Getreidewolf, Kornwolf (großer Kornwolf, Kürnwolf, Koorwolf, Koanwolf, Körwolp), Haferwolf (Hawerwolf), Gerstenwolf, Kartoffelwolf (Kantüffelwolf), Graswolf (Grasewolf), Erbswolf und Pflaumenwolf (Plummenwolf).

## Roggenwolf als Kinderschreck
Der Roggenwolf wird auch als Kinderschreck genannt. Er soll im Feld auf die Kornblumen suchenden oder Ähren pflückenden Kinder warten, um sie zu zerreißen, zu beißen, zu packen, zu fressen oder fortzutragen. Die Seelen der vom Roggenwolf gefressenen Kinder müssen auf den Bäumen umherfliegen, bis das Korn eingefahren wird.
Die Roggenwölfe gelten als Kinder der ebenfalls im Kornfeld hausenden Roggenmuhme, eines anderen Kinderschrecks.
Die Funktion des Roggenwolfs als Kinderschreck wird durch die Namen Gelbzahn und Speilzahn verdeutlicht. Auch trägt er den Namen Grauelwolf (Grawelwolf, Grugelwolf), der seinen Ursprung im Roggenwolf als Kinderschreck hat.
Der Gelbzahn (auch Geltan, Geltän, Jeltän) hat sich teilweise auch verselbstständigt und zu einer Schreckgestalt mit feurigen Augen, einem Mann mit gelbem Zahn gewandelt. Der Gelbzahn, der die Kinder beißt oder mitnimmt, ist eher ein allgemeiner Kinderschreck, der auch an anderen verbotenen Orten wie der Scheune oder dem Dachboden lauern kann.

## Verwechslungen
Teilweise werden die Aufgaben des Roggenwolfes fälschlicherweise auch auf den Werwolf (Barwolf) oder den Böxenwolf (Büchsenwolf), eine aufhockende Variante des Werwolfs, übertragen. Andererseits wird dem Roggenwolf nachgesagt, dass er das Korn mittels Wolfschnitt aus dem Feld stehle, eine Tätigkeit, die eher dem Bilwis zukommt. Der Roggenmuhme ähnelt der Roggenwolf, wenn er den Kindern teerbestrichene Brotstullen gibt.